# Anke Heimes
Anke Heimes (* 28. Juli 1957 in Holz bei Heusweiler) ist eine deutsche Politikerin und Mitglied der CDU. Sie war von 1999 bis 2009 Mitglied des Saarländischen Landtages.

## Ausbildung und Beruf
- 1972–1975 Ausbildung zur Versicherungskauffrau
- 1979–1981 Studium zur Versicherungsfachwirtin (IHK)
- 1972–1981 kfm. Angestellte bei einer Versicherung
- 1981–1984 Abteilungsleiterin Versicherung
- seit 1984 eigene Versicherungsvermittlung

## Politische Funktionen
Heimes ist seit 1987 Mitglied des CDU-Ortsverbands Wemmetsweiler. Von 1989 bis 2006 war sie Mitglied im Gemeinderat Merchweiler. 1. Beigeordnete in Merchweiler 1999–2006. 1994 wurde sie Vorstandsmitglied im Orts- sowie Gemeindeverband. Von 2006 bis 2008 war sie Vorsitzende des CDU-Ortsverbandes Wemmetsweiler, 1999 bis 2009 Mitglied des Saarländischen Landtages. 2000–2005 war sie Vorsitzende der KPV Neunkirchen, seit 2005 stellvertretende Vorsitzende. Im Mai 2006 trat sie in der Gemeinde Schiffweiler zur Wahl des Bürgermeisters an, unterlag aber bereits im ersten Wahlgang dem SPD-Kandidaten Wolfgang Stengel.
| Personendaten    | Personendaten                   |
| ---------------- | ------------------------------- |
| NAME             | Heimes, Anke                    |
| KURZBESCHREIBUNG | deutsche Politikerin (CDU), MdL |
| GEBURTSDATUM     | 28. Juli 1957                   |
| GEBURTSORT       | Heusweiler                      |